# モイセーエフ (小惑星)

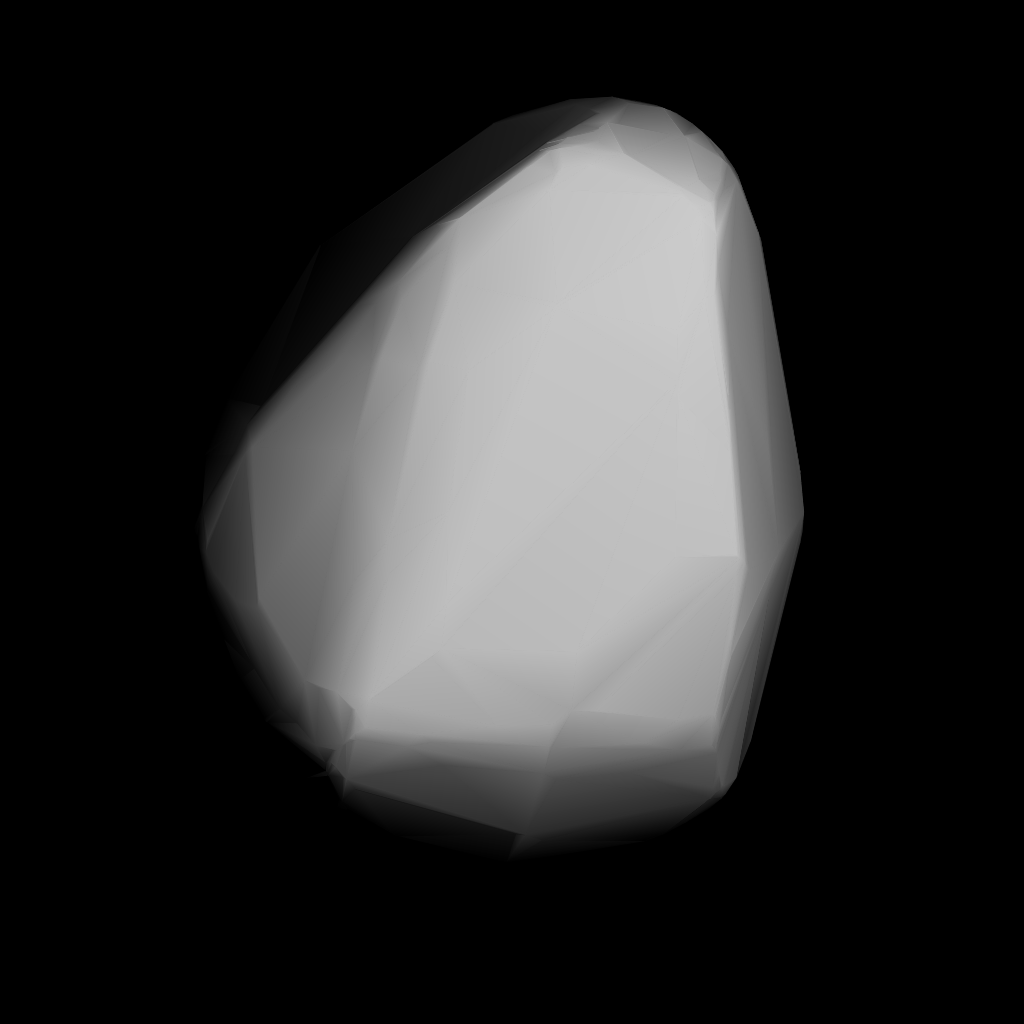
3080 Moisseievの3D凸形状モデル

モイセーエフ (3080 Moisseiev) は、小惑星帯の小惑星。1935年10月3日にペラゲーヤ・シャインがシメイズで発見した。
天文学者のニコラウ・モイセーエフから命名された。